# Movie się

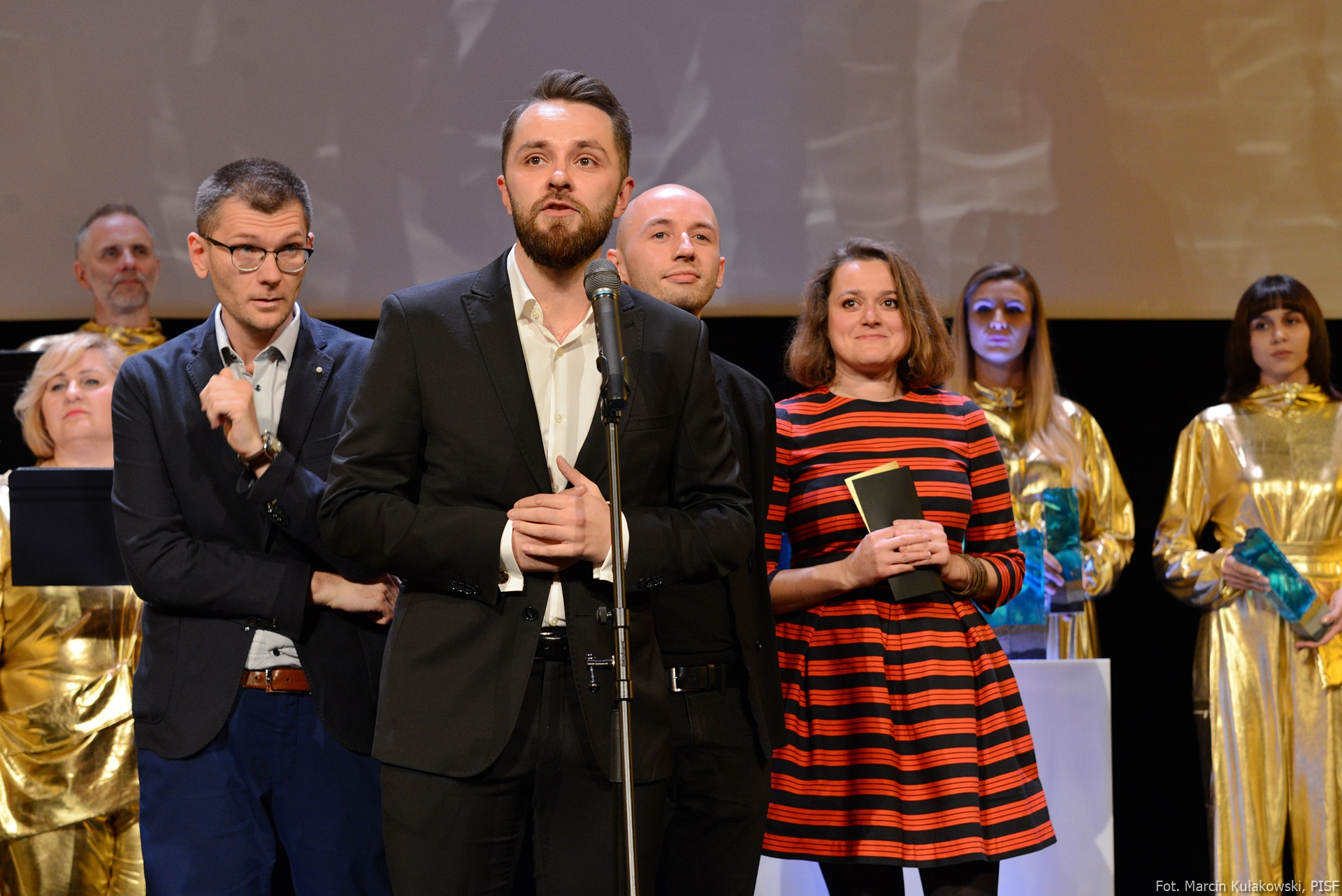

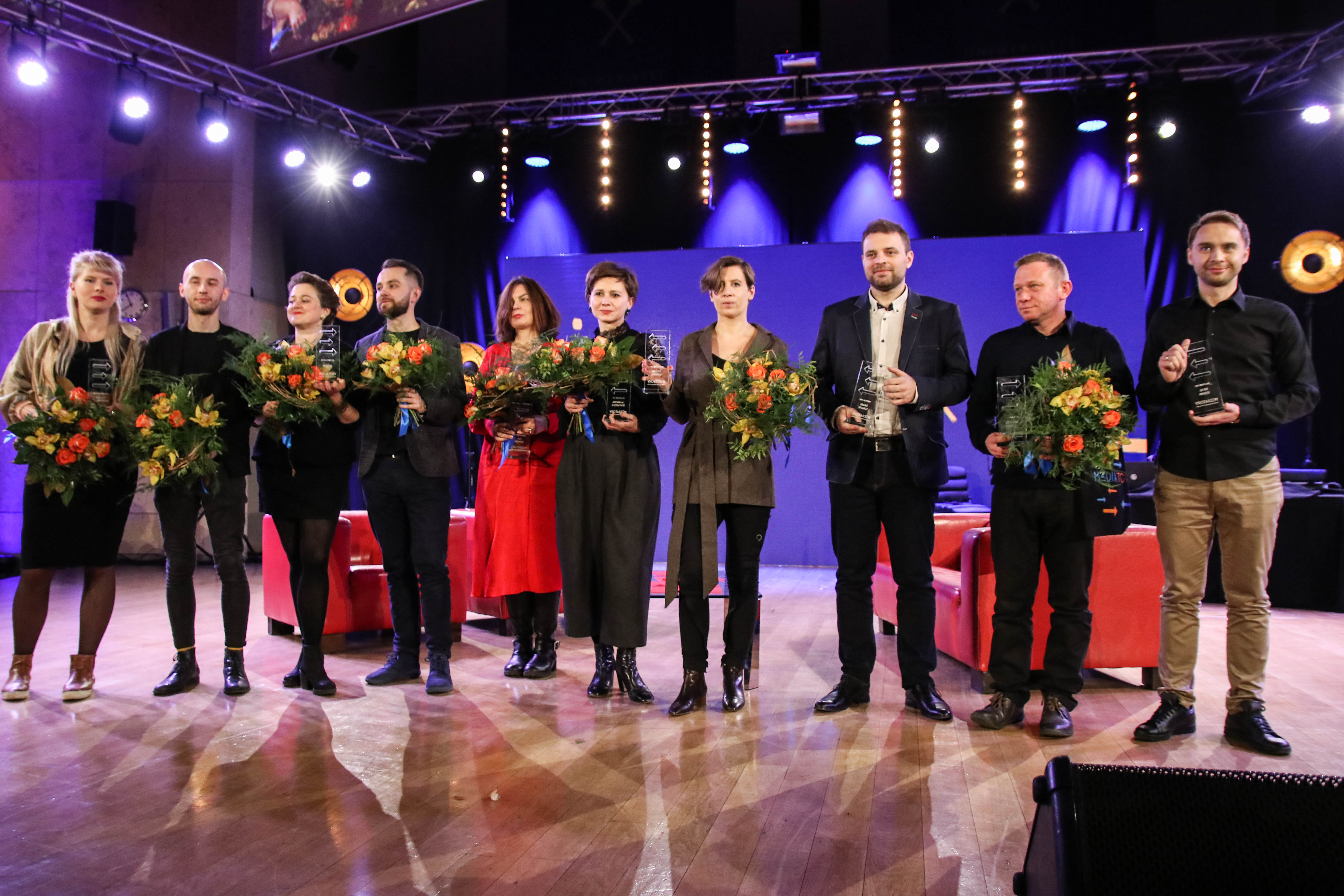

Movie się – program realizowany na Filmwebie, największym portalu filmowym w Polsce. Cykliczna audycja jest podsumowaniem najnowszych doniesień ze świata kina i telewizji, a także przeglądem nowości z największych festiwali filmowych oraz recenzji najświeższych hitów filmowych. 

## Rys historyczny
Premierowy odcinek programu został zrealizowany w 2009 roku. Od tego czasu zrealizowano ponad sto programów Movie się. Prowadzący program Łukasz Muszyński oraz Jakub Popielecki i Michał Walkiewicz, a także zaproszeni goście, w swobodny i przystępny sposób przybliżają świat wielkich produkcji, spierają się o ostatnie premiery kinowe oraz zwracają uwagę na tytuły, które warto obejrzeć w kinie. Za realizację i montaż odpowiada Julia Taczanowska.

## Nominacje i nagrody
Program Movie się był dwukrotnie nominowany do Nagród Polskiego Instytutu Sztuki Filmowej w kategorii Audycja lub program filmowy zdobywając statuetkę w 2017 roku.
W 2018 roku Movie się został laureatem nagród MediaTory w kategorii AkumulaTor za „porywające dyskusje o wydarzeniach istotnych dla świata kina i trafne podsumowania imprez filmowych. Za merytoryczną krytykę oraz profesjonalne recenzje najważniejszych pozycji filmowych we współczesnej kulturze. Za pasję, która ładuje odbiorców pozytywnymi emocjami".